# Andreas Larsson
Peter Andreas Larsson (13 agosto 1974) è un ex pallamanista svedese.

## Palmarès

### Olimpiadi
- 2 medaglie:
  - 2 argenti (Barcellona 1992; Atlanta 1996)